# Middleton (Lancashire)
Pour les articles homonymes, voir Middleton.
Middleton est un village et une paroisse civile du Lancashire, en Angleterre.